# 上珥

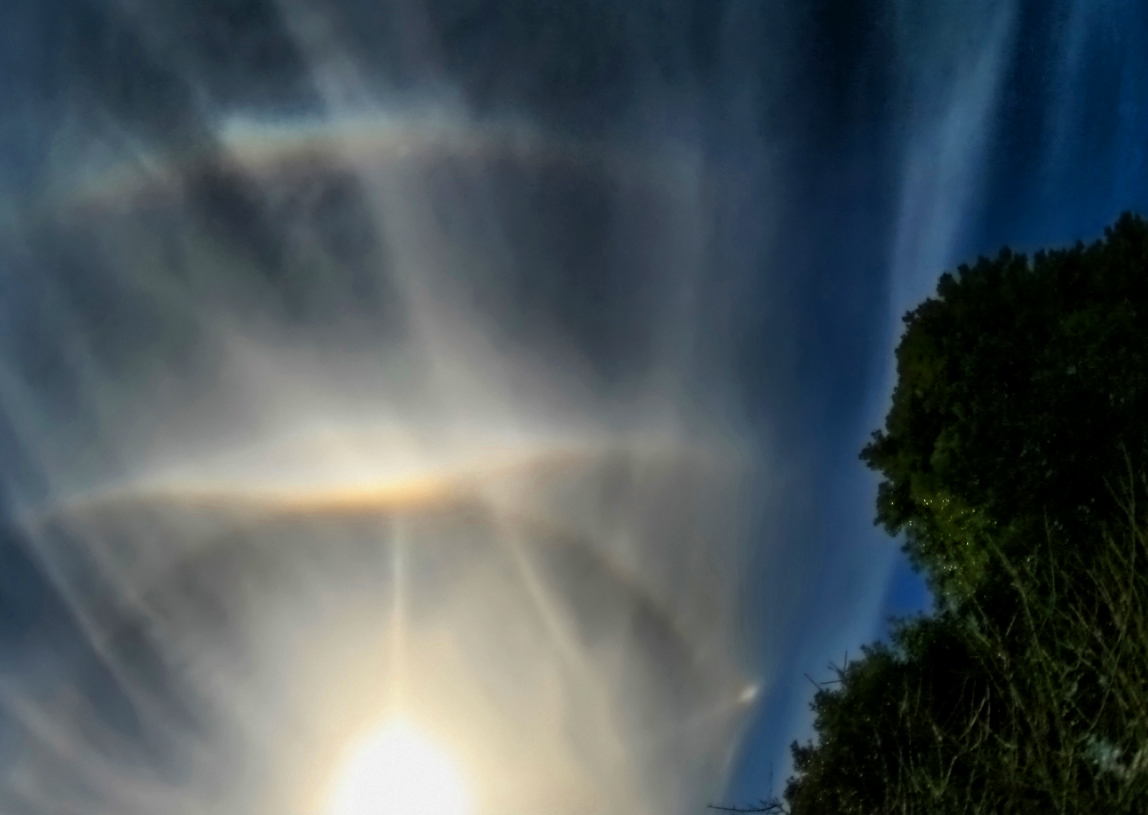
一次同时出现多种冰晕现象的场景，从上往下的弧状冰晕分别是上珥、内晕珥、上切弧和22度晕，在太阳右侧出现的斑状冰晕则是幻日

上珥，又称上侧弧（英語：Supralateral arc），是一种较为罕见的冰晕现象。上珥出现在太阳等明亮天体的上方，与光源的距离大约是常见的22度暈的两倍。完整的上珥往往呈现为一条较宽的、像是环绕着中央光源的弧带，但上珥并不会伸展到光源与幻日环的下方，亦不能形成圆周。上珥的颜色与彩虹相似，颜色排列的顺序与其他冰晕现象一致，即红色的一侧朝向太阳，蓝色的一侧背向太阳。
上珥只在光源的高度角小于32°时才会出现。由于出现的位置相近，上珥容易与46度晕相混淆，尤其是当光源的高度角在15°－27°之间时。但上珥的往往更加明亮、鲜艳，始终与环天顶弧的底部相接，而46度晕往往更加暗淡，且相对与环天顶弧的位置会随光源的高度角而变化。

## 成因
上珥由轴线与地面相平行的六边形柱状冰晶折射而成，光线从柱状冰晶的任一侧面射入，再从柱状冰晶的任一底面射出。

## 与46度晕的异同
上珥与46度与由许多相似的特征，例如形状都与圆弧相似，且与光源的距离相近。两者可通过一些细微的特征区分开来，由于两者的相对位置会随光源的高度角而发生变化，这些特征的显著程度亦会随高度角而改变：
| 光源高度角 | 仅上珥出现     | 仅46度晕出现                   | 上珥与46度晕同时出现                                   |
| ---------- | -------------- | ------------------------------ | ------------------------------------------------------ |
| 小于15°    | 仅两侧可见     | 仅上部可见，与环天顶弧间有空隙 | 两者相切，在46度晕的上部两侧，出现更为鲜艳、明亮的上珥 |
| 15°－27°   | 与环天顶弧相切 | 与环天顶弧相切                 | 两者重合，难以区分                                     |
| 27°－32°   | 距太阳超过46°  | 与环天顶弧间有空隙             | 两者相离，在46度晕的上方，出现更为鲜艳、明亮的上珥     |
| 大于32°    | 不可见         | 仍可见                         |                                                        |